# Albergo
Un albergo (signifiant « auberge » en italien, plur. alberghi) est un terme désignant pendant le Moyen Age et la Renaissance en Italie une structure dans laquelle se sont regroupés plusieurs familles liées par le lien du sang ou par un intérêt commun et qui se soutiennent mutuellement (dans les domaines économique, politique, militaire ou tout autre).
Des groupements semblables se formèrent entre popolari appelés conestagi. 

## Histoire
Les familles habitent dans des palais proches les uns des autres et fréquentent les mêmes églises.
Les cités où les structures de type alberghi se rencontrent à Chieri (la première au début du Duecento), la république de Gênes, Asti, Savillan, Sansepolcro ainsi que dans la seigneurie de Milan, à Turin et à Moncalieri (statuts de 1378).

### République de Gênes
L'albergo s'est développé parmi les familles patriciennes à Gênes pendant les XIIIe  et  XIVe siècle en réponse aux difficultés économiques de la République et reconstituaient le principe de la compagna. L'albergo était concrètement la maison dans laquelle des membres de la compagna devaient se retrouver et être présents un certain temps dans l'année pour tenir leur engagement.
Les familles qui entraient dans un albergo prenaient le nom de celui-ci qui était souvent celui de la famille la plus puissante comme les familles Grimaldi ou Doria à Gênes par exemple. Le nom original pouvait être conservé accolé à celui de l'albergo d'appartenance, donnant naissance à des dynasties comme les Cattaneo Della Volta, Giustiniani Longo, Lercari Parodi, Di Negro Pasqua.
Gênes est une ville particulière, marquée par les luttes intestines entre factions. C'est un port où règnent les riches familles d'armateurs et de négociants, la ville grimpe vers le ciel pour voir arriver les navires, c'est avec ses palais à huit étages, la « New York » du Moyen Âge. Il n'y a pas de rues rectilignes à part la via Garibaldi (Strada nuova) mais des palais, tours, véritables quartiers fortifiés des familles patriciennes avec leurs églises et sanctuaires.
Les informations concernant les premiers alberghi à Gênes datent de 1383, cités dans les annales de Giorgio Stella et Agostino Giustiniani à l'occasion du couronnement de Jean de Lusignan, roi de Chypre par le Doge Leonardo Montaldo.
Le nombre exact des alberghi à l'époque communale était supérieure à cent, mais une note de 1414 en rapporte seulement 74. Leur nombre continue à décroître, atteignant 40 en 1450 et 31 en 1500.
Après la révolte anti-française de 1528 déclenchée par Andrea Doria et soutenue par Charles Quint, les anciennes institutions cèdent la place à une république oligarchique ou aristocratique puisque le gouvernement est placé entre les mains des nobles (près de 800 patriciens). Le but est de faire cesser les rivalités entre les familles, et à cette fin la réforme prévit de généraliser le système des alberghi et de la rendre obligatoire. L'albergo prend une autre signification car les grandes familles de la noblesse génoise sont sommées de s'agréger en 28 alberghi qui seront seules à pouvoir exercer les charges du gouvernement. Ces nouvelles entités ne sont plus des rassemblements de familles volontaires mais des divisions politiques de droit public. Cinq de ces alberghi, anciennes conestagi, tinrent à ne pas être qualifiées de « nobles » mais de « populaires » : Giustiniani, Fornari, De Franchi, Sauli et Promontorio.
Le 10 mars 1576, les nouvelles lois de la République génoise sont publiées dans l'église Santa Croce e San Camillo de Lellis, à Gênes. Celles-ci abolissent les alberghi : les familles nobles reprennent leur nom original et s'inscrivent au Libro d'oro de la noblesse, (Liber aureus nobilitatis Janue) demandé par Andrea Doria en 1528.
Aujourd'hui, un albergo désigne en italien un hôtel.